# Liste der denkmalgeschützten Objekte in Prešov/Nižná Šebastová
Die Liste der denkmalgeschützten Objekte in Prešov/Nižná Šebastová enthält die elf nach slowakischen Denkmalschutzvorschriften geschützten Objekte in der Katastralgemeinde Nižná Šebastová der Stadt Prešov im Okres Prešov.

## Denkmäler
| Foto |                 | Denkmal / č. ÚZPF                                  | Standort / Konskr. Nr.                                       | Offizielle Beschreibung                             | Beschreibung                                                                            | Metadaten                                                                    |
| ---- | --------------- | -------------------------------------------------- | ------------------------------------------------------------ | --------------------------------------------------- | --------------------------------------------------------------------------------------- | ---------------------------------------------------------------------------- |
| ja   | Datei hochladen | Gedenkstätte mit Tafel(sk) ObjektID: 707-4255/0    | KG: Nižná Šebastová Konskr.Nr.:                              | slovenskí letci                                     | für Slowakische Piloten                                                                 | č. NKP: 707-4255/0 Stand des NKP: 2012-02-08 Name: MIESTO PAMÄTNÉ S PAM.TAB. |
| ja   | Datei hochladen | ehemalige Kirche(sk) ObjektID: 707-11435/1         | Slanská ul. Standort KG: Nižná Šebastová Konskr.Nr.:         | neskúmané,neporušené; kostol sv.Ondreja a Benedikta | nicht untersucht, Kirche St. Andreas und Benedikt                                       | č. NKP: 707-11435/1 Stand des NKP: 2012-02-08 Name: KOSTOL ZÁKLADY           |
| ja   | Datei hochladen | Friedhof nahe der Kirche(sk) ObjektID: 707-11435/2 | Slanská ul. Standort KG: Nižná Šebastová Konskr.Nr.:         | neskúmané; príkostolný cintorín                     | nicht untersucht                                                                        | č. NKP: 707-11435/2 Stand des NKP: 2012-02-08 Name: CINTORÍN PRÍKOSTOLNÝ     |
| ja   | Datei hochladen | Schloss(sk) ObjektID: 707-327/1                    | Slánska ul. 18 Standort KG: Nižná Šebastová Konskr.Nr.: 2992 |                                                     |                                                                                         | č. NKP: 707-327/1 Stand des NKP: 2012-02-08 Name: KAŠTIEĽ                    |
| ja   | Datei hochladen | Mauer(sk) ObjektID: 707-327/2                      | Slánska ul. 18 Standort KG: Nižná Šebastová Konskr.Nr.: 2492 |                                                     |                                                                                         | č. NKP: 707-327/2 Stand des NKP: 2012-02-08 Name: MÚR                        |
| ja   | Datei hochladen | Park(sk) ObjektID: 707-327/3                       | Slánska ul. 0 Standort KG: Nižná Šebastová Konskr.Nr.:       |                                                     |                                                                                         | č. NKP: 707-327/3 Stand des NKP: 2012-02-08 Name: PARK                       |
| ja   | Datei hochladen | Kirche(sk) ObjektID: 707-328/2                     | Slánska ul. 33 Standort KG: Nižná Šebastová Konskr.Nr.:      | r.k.Mena P.M.; františkánsky                        | römisch-katholische Kirche der heiligen Namen Jesu und der Jungfrau Maria, Franziskaner | č. NKP: 707-328/2 Stand des NKP: 2012-02-08 Name: KOSTOL                     |
| ja   | Datei hochladen | Franziskanerkloster(sk) ObjektID: 707-328/1        | Sľanská ul. 33 Standort KG: Nižná Šebastová Konskr.Nr.: 2439 | solitér; františkánsky                              |                                                                                         | č. NKP: 707-328/1 Stand des NKP: 2012-02-08 Name: KLÁŠTOR FRANTIŠKÁNOV       |
| ja   | Datei hochladen | Statue auf Säule(sk) ObjektID: 707-328/3           | Sľanská ul. 0 Standort KG: Nižná Šebastová Konskr.Nr.:       | sv.Ján Nepomucký                                    | St. Johannes Nepomuk                                                                    | č. NKP: 707-328/3 Stand des NKP: 2012-02-08 Name: SOCHA NA STĹPE             |
| ja   | Datei hochladen | Statue auf Säule(sk) ObjektID: 707-328/4           | Sľanská ul. 0 Standort KG: Nižná Šebastová Konskr.Nr.:       | Panna Mária-Immaculata                              | Unbefleckte Jungfrau Maria                                                              | č. NKP: 707-328/4 Stand des NKP: 2012-02-08 Name: SOCHA NA STĹPE             |
|      | Datei hochladen | Schloss(sk) ObjektID: 707-10740/0                  | Vranovská ul. 23 ? KG: Nižná Šebastová Konskr.Nr.: 2538 ?    | solitér                                             |                                                                                         | č. NKP: 707-10740/0 Stand des NKP: 2012-02-08 Name: KAŠTIEĽ                  |

## Legende
Die Tabelle enthält im Einzelnen folgende Informationen:
| Foto:                    | Fotografie des Denkmals. |
| Denkmal / č. ÚZPF:       | Die Übersetzung der Bezeichnung des Denkmals, wie sie vom Slowakischen Denkmalamt (Pamiatkový úrad Slovenskej republiky) verwendet wird. Die Originalbezeichnung ist unter dem Fragezeichen angegeben. Fehlt die Übersetzung, so wird die Originalbezeichnung direkt angezeigt. Weiters ist die Objekt-Identifikationsnummer (Objekt ID) angeführt. Sie ist die offizielle, in der Slowakei eindeutige Nummer č. ÚZPF inklusive der zugehörigen Zählnummer, wie sie in den Daten des Denkmalamtes angegeben wird. Da diese nur innerhalb eines Landkreises gezählt wird, ist dessen Nummer der Denkmalnummer vorangestellt. |
| Standort:                | Wenn in der Liste vorhanden, ist die Adresse angegeben. In Klammern kann sich noch eine zusätzliche Adresse befinden, wenn es beispielsweise ein Eckhaus ist. Bei freistehenden Objekten ohne Adresse (zum Beispiel bei Bildstöcken) ist eine Adresse angegeben, die in der Nähe des Objekts liegt. Durch Aufruf des Links Standort wird die Lage des Denkmals in verschiedenen Kartenprojekten angezeigt. Darunter sind die Katastralgemeinde (KG) und, wenn vorhanden, die Konskriptionsnummer (Konskr. Nr.) angegeben.                                                                                                   |
| Offizielle Beschreibung: | Es ist die Kurzbeschreibung auf Slowakisch, wie sie in den offiziellen Listen angegeben ist, eingetragen. |
| Beschreibung:            | Kurze Angaben zum Denkmal auf Deutsch. |
| Metadaten:               | Zusätzlich werden, wenn in den persönlichen Einstellungen das Helferlein Dauerhaftes Einblenden von Metadaten aktiviert ist, ebensolche angezeigt. |

- Karte mit allen Koordinaten:
- OSM |
- WikiMap